# Johannes Reiche (Pastor, 1617)

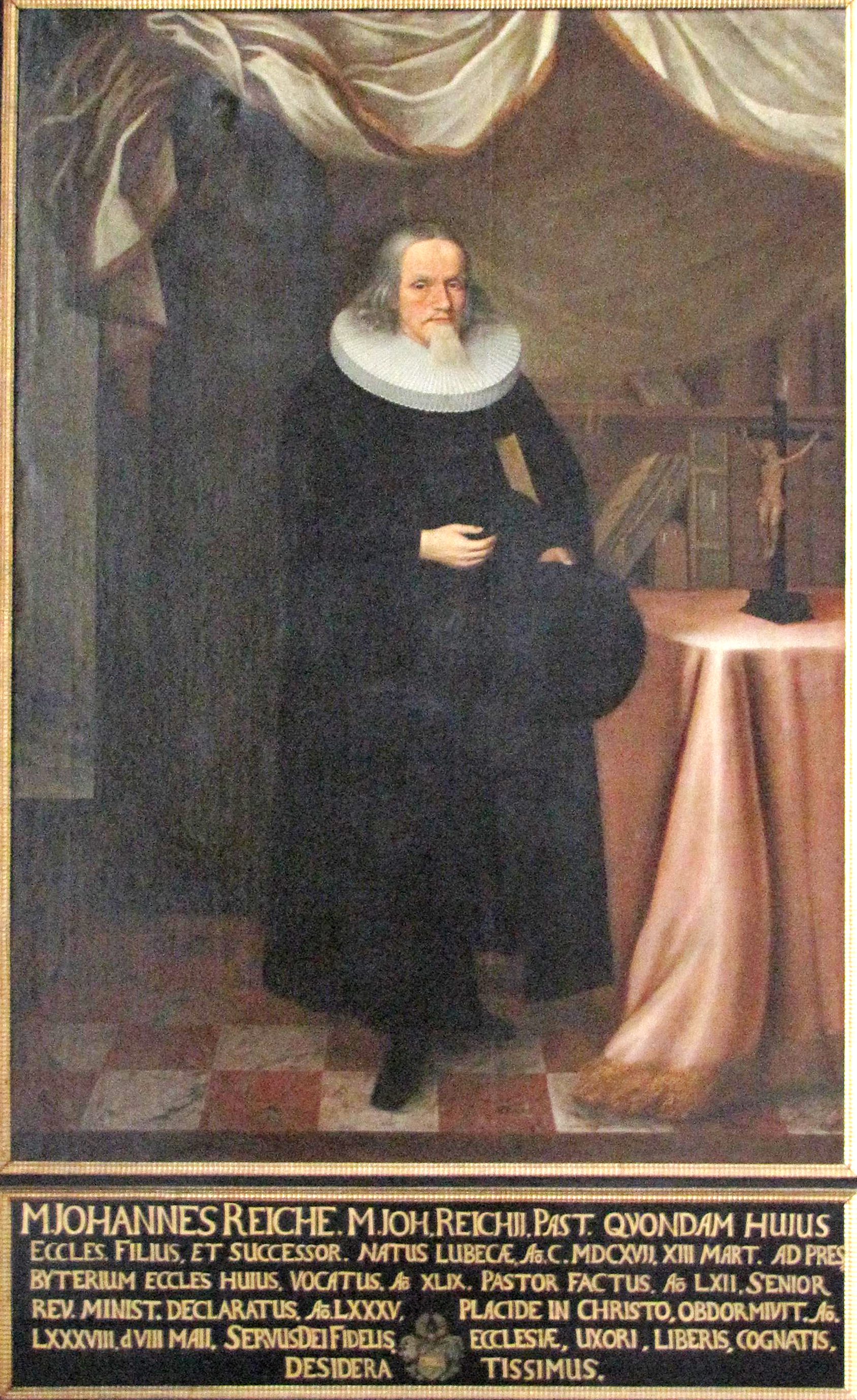
Johannes Reiche; Epitaph in St. Aegidien

Johannes Reiche (der Jüngere), auch Johann, Reich (* 13. März 1617 in Lübeck; † 8. Mai 1688 ebenda) war ein deutscher lutherischer Theologe, Pastor von St. Aegidien in Lübeck und von 1685 bis zu seinem Tod Senior des Geistlichen Ministeriums der Stadt.

## Leben und Werk
Reiche war der Sohn des gleichnamigen Pastors Johann(es) Reich(e) (des Älteren) (1587–1648) und seiner Frau Barbara, einer Tochter von Georg Stampelius. Nach dem Besuch des Katharineums studierte er an der Universität Königsberg, wo er drei Jahre verbrachte und den Magistergrad erlangte, und ab 1632 an der Rostock, wo er sich besonders mit der hebräischen Sprache auseinandersetzte und von wo er am 30. Mai 1643 an der Universität Wittenberg immatrikuliert wurde. In Wittenberg erwarb er am 6. Dezember 1644 als Magister legens die Erlaubnis, an der Hochschule Vorlesungen zu halten, und wurde am 28. Oktober 1646 Adjunkt an der philosophischen Fakultät der Hochschule. 1649 erhielt er die Berufung nach Lübeck zum Prediger an der Aegidienkirche. 1662 wurde er ihr Hauptpastor und 1685 Senior des Geistlichen Ministeriums in Lübeck. Da das Amt des Superintendenten nach dem Tod Samuel Pomariuss 1683 immer noch vakant war und der Nachfolger August Pfeiffer erst 1689 berufen wurde, war Reiche bis zu seinem Tod der amtierende Leitende Geistliche der Evangelisch-Lutherischen Kirche in Lübeck.
Er war verheiratet mit Elisabeth, einer Tochter des Lübecker Superintendenten Menno Hanneken. Von den Söhnen des Paares wurde Menno (1651–1691) Theologe und 1676 Prediger sowie 1690 Hauptpastor an der Jakobikirche. Johannes (1659–1696) wurde ebenfalls Theologe und nach Stationen in Rostock, Augsburg und längeren Reisen 1686 Archidiakon der Jakobikirche. Ein Sohn Georg Reich wurde Mediziner und Leibarzt in Eutin. Die Tochter Katharina Lucie heiratete den Prediger an der Burgkirche Christian Möllenhof († 1697) und in zweiter Ehe 1706 Heinrich Dürkop; sie war die Mutter von Christian Nicolaus Möllenhof.

## Epitaph
Reiche erhielt ein von Burchard Wulff gemaltes Epitaph in der Aegidienkirche, das 1898 durch Johannes Nöhring stark restauriert wurde. Es hängt an der Westwand der Woltersen-Kapelle.

## Werke
Für eine vollständige Übersicht der erhaltenen Druckschriften Reiches siehe das VD 17.
- Johannis Reiccei Studiosi Bethlehemitische Hirten-Freude Oder Christliche Weynacht Lust/ Dem Neugebornen Jesus Kindlein zu Ehren verfertiget. Hön, Leipzig 1649
- Lob-Gesang/ Uber den nun viel Jahr hero von so vieler Tausend Christen Seelen geseufftzeten! Nunmehr aber/ durch Gottes überreiche Gnade/ erlangeten lieben Frieden. [S.l.] 1650
- Klag-Gedichte Oder Beschreibung des bittern Leidens und Sterbens unsers Herren und Heylandes Erlösers und Seligmachers Jesu Christi: Mit angehängter Frucht/ So er uns dadurch zu wegen gebracht. [s. l.] 1650